# 1856 Ruzena
Ruzena (asteróide 1856) é um asteróide da cintura principal, a 2,059075 UA. Possui uma excentricidade de 0,0795687 e um período orbital de 1 222,13 dias (3,35 anos).
Ruzena tem uma velocidade orbital média de 19,9137177 km/s e uma inclinação de 4,73789º.
Esse asteróide foi descoberto em 8 de Outubro de 1969 por Lyudmila Chernykh.